# Munich Symphonic Sound Orchestra
Das Munich Symphonic Sound Orchestra (oft kurz MSSO) war ein extra für Crossover-Aufnahmen von Popmusik zusammengestelltes Orchester unter der Leitung von Boris Jojić, das in den 1980er Jahren großen Erfolg mit der Veröffentlichung ihrer Alben hatte (Es ist nicht zu verwechseln mit dem Munich Symphony Orchestra – dies ist lediglich eine Alternativbezeichnung der Studiomusiker der Münchner Philharmoniker).

## Zusammensetzung
Die klassischen Instrumente des Orchesters werden von Mitgliedern der Münchner Philharmoniker gespielt. Hinzu kommen Instrumente aus der Pop-Musik, wie E-Gitarren, Schlagzeug oder Synthesizer.
Das Orchester landete seinen ersten großen Erfolg 1988 mit der CD The Sensation of Sound – Pop goes Classic.

## Diskografie

### Studioalben
| Jahr | Titel                   | Höchstplatzierung, Gesamtwochen, AuszeichnungChartplatzierungen (Jahr, Titel, Platzierungen, Wochen, Auszeichnungen, Anmerkungen) | Höchstplatzierung, Gesamtwochen, AuszeichnungChartplatzierungen (Jahr, Titel, Platzierungen, Wochen, Auszeichnungen, Anmerkungen) | Höchstplatzierung, Gesamtwochen, AuszeichnungChartplatzierungen (Jahr, Titel, Platzierungen, Wochen, Auszeichnungen, Anmerkungen) | Anmerkungen                                             |
| Jahr | Titel                   | DE | AT | CH | Anmerkungen                                             |
| ---- | ----------------------- | --- | --- | --- | ------------------------------------------------------- |
| 1988 | Pop Goes Classic        | DE1 Platin · (14 Wo.)DE | AT26 (4 Wo.)AT | CH7 Gold · (10 Wo.)CH | Erstveröffentlichung: November 1988 Verkäufe: + 525.000 |
| 1989 | Pop Goes Classic Vol. 2 | DE4 Gold · (20 Wo.)DE | AT26 (4 Wo.)AT | CH8 (8 Wo.)CH | Erstveröffentlichung: April 1989 Verkäufe: + 250.000    |
| 1990 | Pop Goes Classic Vol. 3 | DE33 Gold · (8 Wo.)DE | — | — | Erstveröffentlichung: Januar 1990 Verkäufe: + 250.000   |

### Kompilationen
- 2007: Best Of
- 2008: The Collection
- 2011: The Greatest Pop & Rock Songs

## Auszeichnungen für Musikverkäufe
Anmerkung: Auszeichnungen in Ländern aus den Charttabellen bzw. Chartboxen sind in ebendiesen zu finden.
| Land/RegionAuszeichnungen für Musikverkäufe (Land/Region, Auszeichnungen, Verkäufe, Quellen) | Gold     | Platin  | Verkäufe  | Quellen           |
| -------------------------------------------------------------------------------------------- | -------- | ------- | --------- | ----------------- |
| Deutschland (BVMI)                                                                           | 2× Gold2 | Platin1 | 1.000.000 | musikindustrie.de |
| Schweiz (IFPI)                                                                               | Gold1    | —       | 25.000    | hitparade.ch      |
| Insgesamt                                                                                    | 3× Gold3 | Platin1 |           |                   |